# Aegomorphus lotor
Aegomorphus lotor es una especie de escarabajo longicornio del género Aegomorphus,  subfamilia Lamiinae. Fue descrita científicamente por White en 1855.
Se distribuye por Brasil y Perú. Mide 11 milímetros de longitud.